# Corsia haianjensis
Corsia haianjensis är en enhjärtbladig växtart som beskrevs av Pieter van Royen. Corsia haianjensis ingår i släktet Corsia och familjen Corsiaceae. Inga underarter finns listade.